# Burgstall Wildenroth (Grafrath)
Der Burgstall Wildenroth bezeichnet eine abgegangene hochmittelalterliche Höhenburg auf der Amperleite über dem Grafrather Gemeindeteil Wildenroth im Landkreis Fürstenfeldbruck in Oberbayern. Das Bodendenkmal wurde um 1900 bei der Anlage einer Lourdesgrotte und dem Neubau einer Kapelle beeinträchtigt.

## Geschichte
Die Burg entstand wohl in der ersten Hälfte des 13. Jahrhunderts über einem wichtigen Amperübergang. Allerdings fehlt ein direkter Nachweis einer solchen Brücke oder Furt in den historischen Quellen. Als politischer Hintergrund des Burgneubaues ist der Konflikt zwischen den Herzögen von Bayern und den mächtigen Grafen von Andechs anzunehmen. Die Grafen konnten so von ihren Besitzungen nördlich der Amper abgeschnitten werden.
Die Wittelsbacher gaben die Veste als Lehen an Konrad von Hegnenberg, der sich fortan nach seiner neuen Burg benannte. Der Hegnenberger galt als einer der treuesten Gefolgsmänner des Herzogs, dem er auch als Finanzberater und Marschall diente. Ende des 13. Jahrhunderts wurde er jedoch in eine Fehde verwickelt und 1297 wegen des Totschlages seines flüchtigen Sohnes Engelschalk an ihrem Verwandten Winhart von Rohrbach zu Althegnenberg vom Münchner Hofgericht geächtet. Konrad von Wildenroth wurde des Landes verwiesen und zur Zahlung einer jährlichen „Herrengült“ von 22 Pfund Pfennigen verurteilt. Nach der Entschädigung der Rohrbacher und der Aufhebung der Acht konnte er allerdings wieder auf seine Güter zurückkehren und wurde vom Herzog zum Hofmeister bestellt.
Bei der oberbayerischen Landesteilung (1310) wurde Wildenroth zum Ingolstädter Teil Herzog Ludwigs IV. geschlagen. Der spätere Kaiser verpfändete die Herrschaft bereits 1311 um 200 Pfund Pfennig an Engelschalk von Wildenroths Sohn Konrad II. 1319 gab dieser Konrad die Burg mit allen Pfandrechten an seinen Oheim Berthold von Kühlenthal und seine Neffen Siegfried und Berthold weiter. Drei Jahre später schenkte König Ludwig die Burg mit allem Zubehör dem nahen Kloster Fürstenfeld. Um 1350 scheint die Veste von den Fürstenfeldern abgebrochen worden zu sein, obwohl die Pfandherren erst 1366 ihre Forderungen gegen die Zahlung von 200 Pfund Hellern an das Kloster abtraten.
Bis 1803 blieb Wildenroth eine Hofmark des Klosters Fürstenfeld. Die Reste der Burg verschwanden bis auf die Gräben und Erdwerke. 1900 entstanden die kleine Kapelle St. Leonhard am Rand der Hauptburg und der Obelisk über der Lourdesgrotte. Die Inschrift auf diesem Obelisken deutet die Burgstelle als die „Rassoburg“ des hl. Rasso von Grafrath, die der örtlichen Überlieferung nach von den Ungarn zerstört worden sein soll. Diese frühmittelalterliche Burganlage wird heute jedoch im Bereich der Kirche von Höfen lokalisiert.
Bei der Anlage der Grotte und dem Kapellenbau wurde der Südteil der Hauptburg stark gestört. Im Januar 2008 waren zudem Beeinträchtigungen durch schwere Holzerntemaschinen im Bereich des Kernwerkes feststellbar.

## Beschreibung

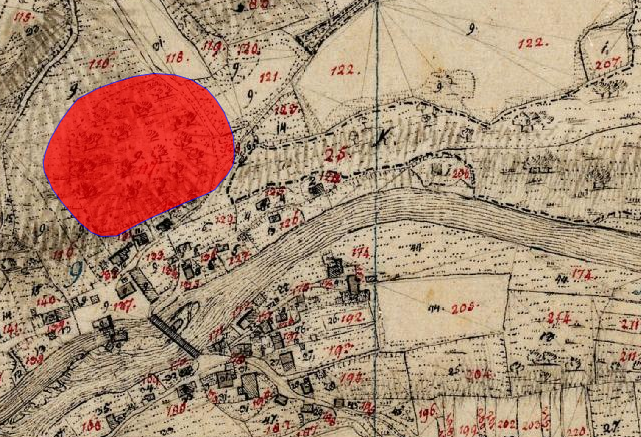
Lageplan von Burgstall Wildenroth (Grafrath) auf dem Urkataster von Bayern

Der Burgstall liegt auf dem nördlichen Hochufer etwa 30 Meter über der Amper. Das Bodendenkmal zeigt die typische zweiteilige Anlage hochmittelalterlicher Burganlagen. Der ovale Grundriss der Veste umfasst etwa 150 × 100 Meter.
Die etwas erhöhte Hauptburg im Westen wird durch einen ungefähr drei Meter tiefen Abschnittsgraben von der Vorburg getrennt. Der Nordbereich des Grabens wurde modern durch schwere Holzerntemaschinen beeinträchtigt. Sehr gut erhalten ist der bogenförmige, bis zu sechs Meter tiefe Außengraben der Vorburg, dem teilweise noch ein Randwall vorgelagert ist.
Das annähernd gleich große Areal der Hauptburg wurde um 1900 bei der Anlage der Lourdesgrotte und dem Bau der Kapelle stark gestört (Südteil). Im Norden und Osten ist der anzunehmende Graben nur noch ansatzweise zu erkennen. Auch dieser Bereich wurde nach 2000 durch Forstarbeiten beeinträchtigt.
Über der Lourdesgrotte steht im Südosten der steinerne Obelisk aus dem Jahr 1900 mit der Aufschrift „Rassoburg 900“. Das Denkmal ist eine Stiftung des Wildenrother Müllers Leonhard Hartl. Im Südwesten wurde damals gleichzeitig die schlichte St.-Leonhard-Kapelle als Nachfolgerin der alten Burgkapelle errichtet.
Das ursprüngliche Gotteshaus war dem hl. Nikolaus geweiht. Nach dem Abbruch der ursprünglichen Burgkirche errichtete man 1788 einen erhaltenen Kapellenbau am südlichen Amperufer unterhalb der Burg.
Das Plateau der Hauptburg ermöglicht einen weiten Ausblick über das Ampertal und nach Süden bis zur Alpenkette. Im Hochmittelalter bot der Burgplatz eine gute Kontrollmöglichkeit des Machtbereiches der konkurrierenden Grafen von Andechs.
Das Bayerische Landesamt für Denkmalpflege verzeichnet das Bodendenkmal als „Burgstall des hohen und späten Mittelalters ("Wildenroth" bzw. "Schlossberg")“ unter der Denkmalnummer D 1-7833-0009.

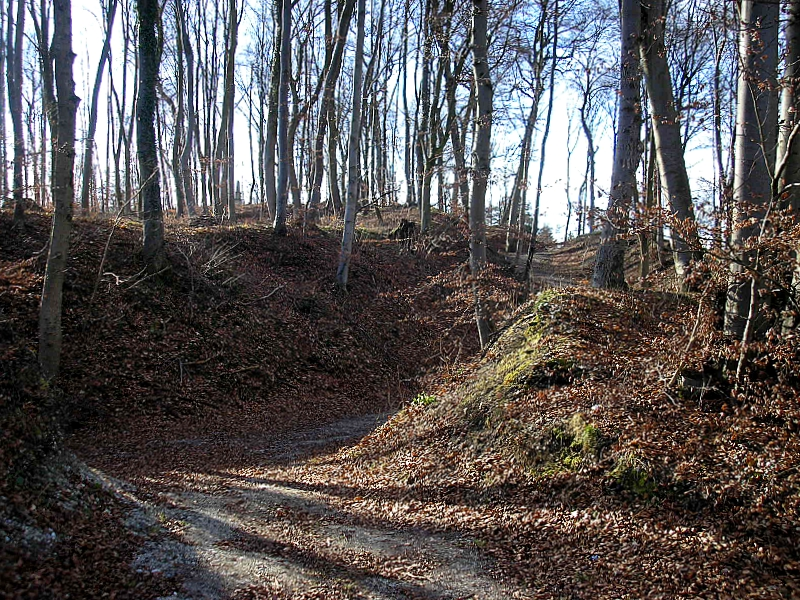
Gesamtansicht von Nordosten über den Graben der Vorburg
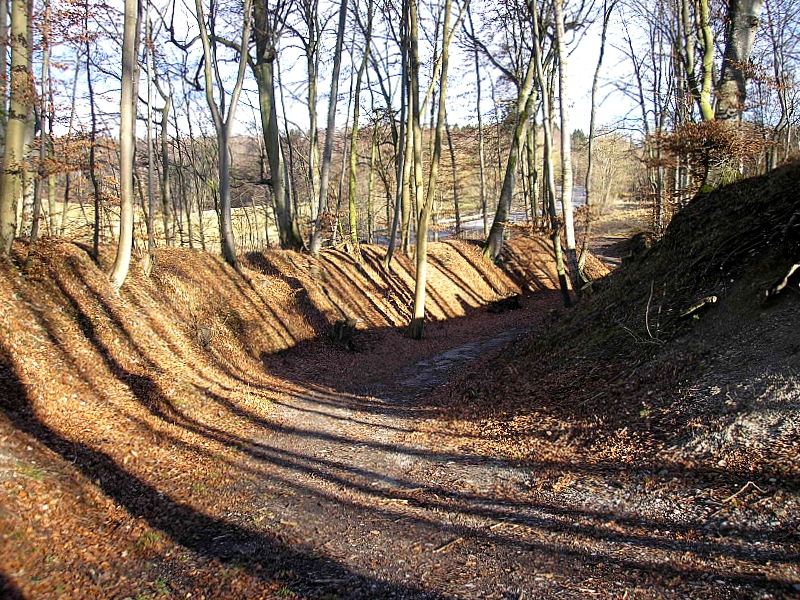
Nördlicher Grabenbereich der Vorburg
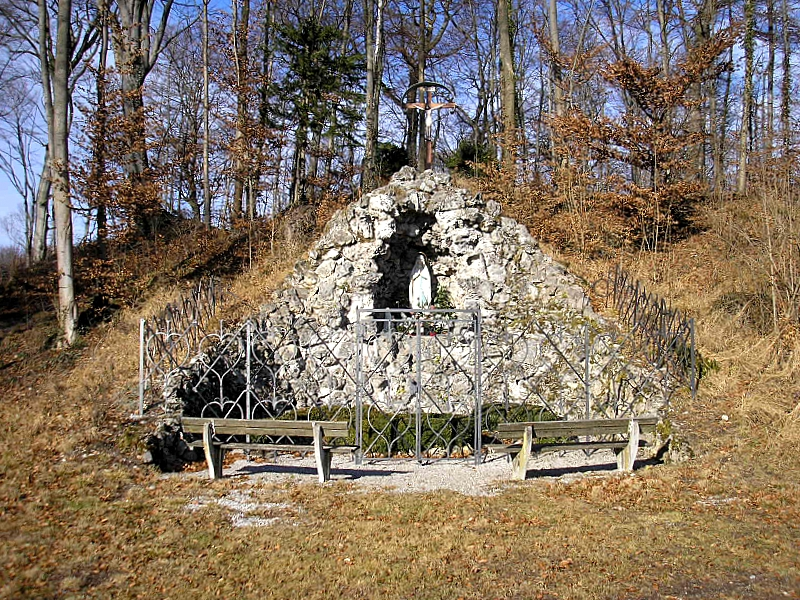
Lourdesgrotte im Südwesten der Hauptburg
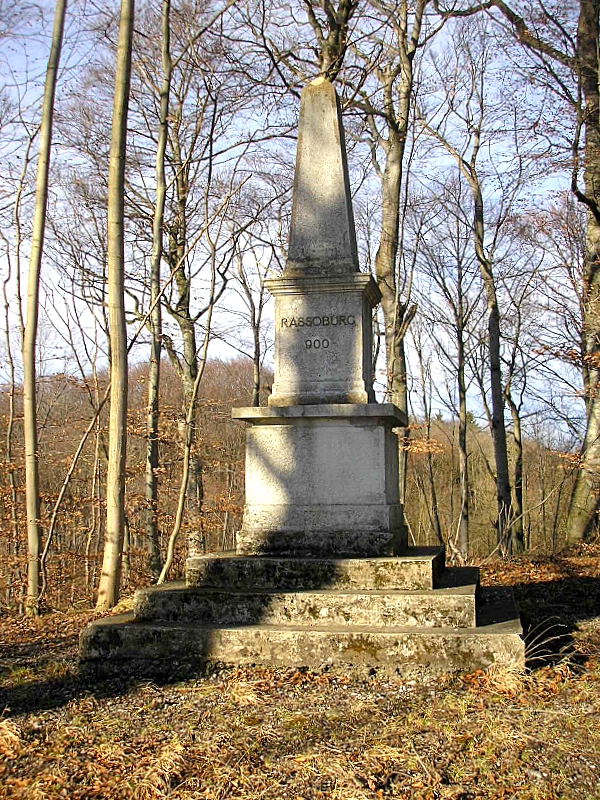
Obelisk (1900) über der Lourdesgrotte
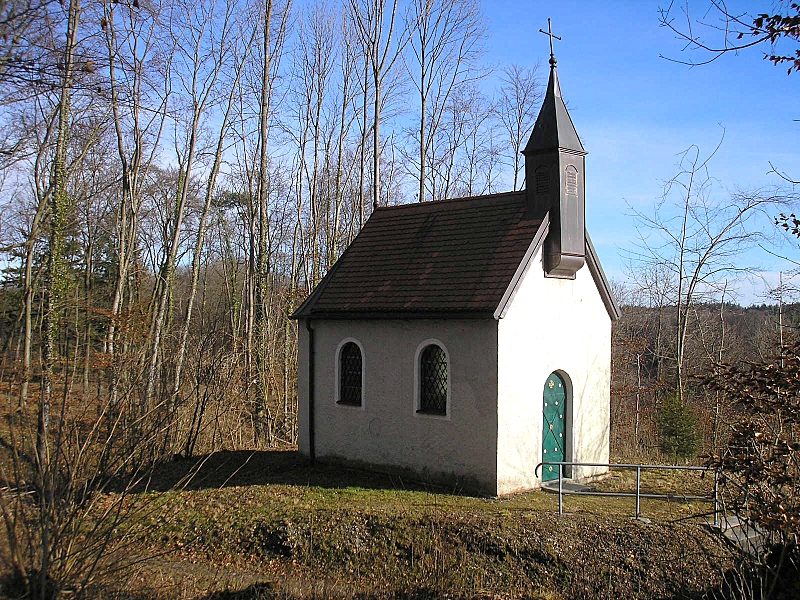
St.-Leonhard-Kapelle